# April Pearson
April Janet Pearson (Bristol, Inglaterra, 23 de janeiro de 1989) é uma atriz inglesa, mais conhecida por seu papel como Michelle Richardson na série de drama teen do canal E4, Skins.

## Carreira
April se juntou a um grupo de teatro em Bristol com apenas 3 anos de idade. Ela atuou em várias peças tanto no seu grupo de teatro como na escola.
Em 1998, ela fez sua estreia na televisão em Casualty, no entanto, ela teve sua grande oportunidade em atuar no papel de Michelle Richardson em Skins drama britânico. Ela ficou no elenco depois que diretores do elenco fizeram audições em sua escola e seu professor de teatro sugeriu que ela fosse. April permaneceu em Skins durante a primeira e a segunda temporada, quando uma nova geração deu lugar à sua na série. Apesar disso, os criadores Jamie Brittain e Bryan Elsley sugeriram a possibilidade de trazer de volta personagens antigos para aparições ocasionais. Em relação a sua participação no filme Skins, Pearson disse que ela não tinha sido abordada por qualquer pessoa envolvida no projeto. Além de suas aparições em duas temporadas do show, Pearson também pode ser vista atuando como sua personagem em vários segmentos localizados no site oficial do show.
Em 2008 Pearson atua mais uma vez em Casualty como uma adolescente chamada Karen, seguido por sua estreia no cinema em Tormented (2009) ao lado de sua colega de elenco Skins Larissa Wilson e com a estrela Alex Pettyfer, em que interpreta uma colegial. O filme passou a receber críticas em sua maioria positivas dos críticos para os quais Total Film apelidando como "A slasher for the Skins generation".
Pearson voltou ao teatro estrelando a Bristol Old Vic produção "Suspension", na Primavera de 2009, e no outono daquele ano como uma adolescente sequestrada chamada Callie em "Negative Space" do New Theatre Fim.

## Filmografia
| Filmes    | Filmes              | Filmes                 | Filmes            |
| Ano       | Título              | Papel                  | Notas             |
| --------- | ------------------- | ---------------------- | ----------------- |
| 2009      | Tormented           | Tasha                  | Coadjuvante       |
| 2011      | Will you marry me?  | Anja                   | Curta- metragem   |
| 2012      | My Brother's Keeper | Jess                   | Curta-metragem    |
| 2013      | The Engagement      | Kate                   | Curta-metragem    |
| 2013      | One year Later      | Katy                   | Curta-metragem    |
| 2014      | Circle of truth     |                        | Curta-metragem    |
| 2014      | Home for christmas  | Beth Prince            | Filme             |
| 2015      | Age of kill         | Lexi                   | Filme             |
| Televisão |                     |                        |                   |
| Ano       | Título              | Papel                  | Notas             |
| 1998/2008 | Casualty            | Karen Shevlin / Garota | 3 episódios       |
| 2007/2008 | Skins               | Michelle Richardson    | 1° e 2° temporada |
| 2011/2013 | Casualty            | Grace Fitch/Amy Godley | 2 episódios       |
| 2013      | Dates               | Liz                    | 1 episódio        |
| 2013      | BBC Comedy Feeds    | Kate                   | 1 episódio        |